# Jan Frans van Geel

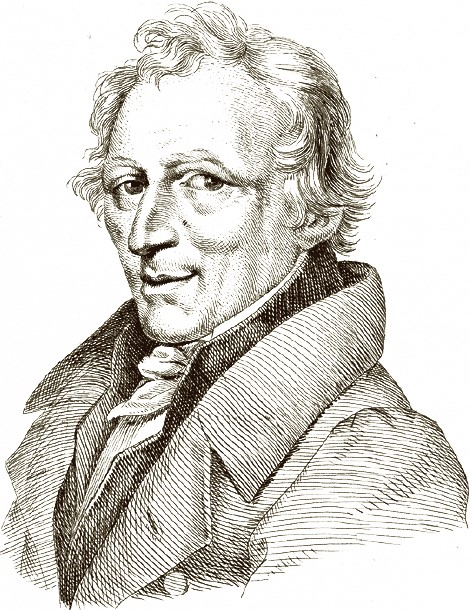
Retrato de Jan Frans van Geel

Jan Frans van Geel (Malinas, 18 de septiembre de 1756 - Amberes, 20 de enero de 1830) fue un escultor, dibujante y educador artístico flamenco. Es conocido sobre todo por su mobiliario eclesiástico, estatuas de santos, conjuntos mitológicos y figuras alegóricas. Fue profesor y director de la Academia de Artes de Malinas y profesor de escultura en la Academia de Artes de Amberes. Fue uno de los últimos escultores flamencos que trabajaron en el estilo barroco flamenco en escultura, que fue popular en los Países Bajos de los Habsburgo en los siglos XVII y XVIII.

## Vida
Van Geel nació en Malinas el 18 de septiembre de 1756 y fue bautizado en la Onze-Lieve-Vrouw-over-de-Dijlekerk ( Iglesia de Nuestra Señora sobre el Dijle). Sus padres, Joannes Daniël y Anna Maria Wabbens, eran comerciantes. Le permitieron estudiar arte en su ciudad natal con Willem Jacob Herreyns. Herreyns era un pintor originario de Amberes que creaba arte en el estilo de la gran tradición flamenca de la pintura barroca y había sido uno de los fundadores de la academia de Malinas. Al interesarse por la escultura, van Geel también empezó a estudiar con el escultor Pieter Valckx, alumno de Theodoor Verhaegen y uno de los últimos escultores flamencos que trabajaban en el estilo barroco tardío. Trabajaba en el taller de Valckx durante el día y asistía a clases de dibujo en la Academia por la tarde. Recibió varias distinciones de la Academia por sus obras. En 1784, se le ofreció el puesto de profesor adjunto en la Academia. También obtuvo encargos de mobiliario para iglesias, como púlpitos y estatuas de santos.

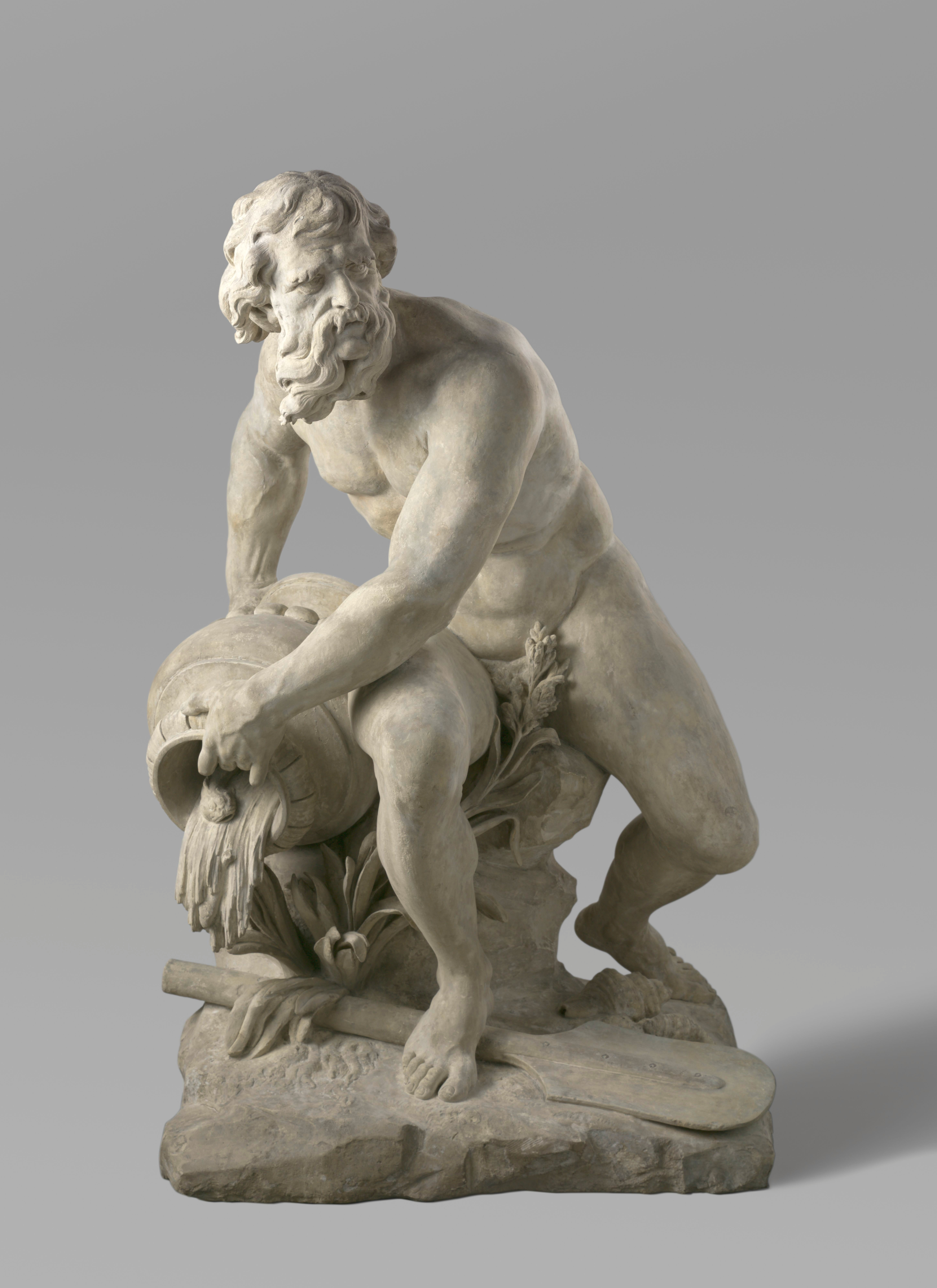
Scaldis

En 1786 se casó con Joanna Clara Suetens, la tía del pintor de Malinas Lodewijk Suetens. Su hijo mayor, Jan Lodewijk, siguió los pasos de su padre y se convirtió en un célebre escultor y escultor de la corte del rey Guillermo I de los Países Bajos. Un segundo hijo se convirtió en dibujante y propietario de una tienda. Un tercer hijo, Petrus Cornelius, se convirtió en sacerdote y botánico, que también era dibujante y pintor aficionado. Una hija Maria Catharina se casó con el escultor y carpintero Jan Baptist Judo de Bruselas.

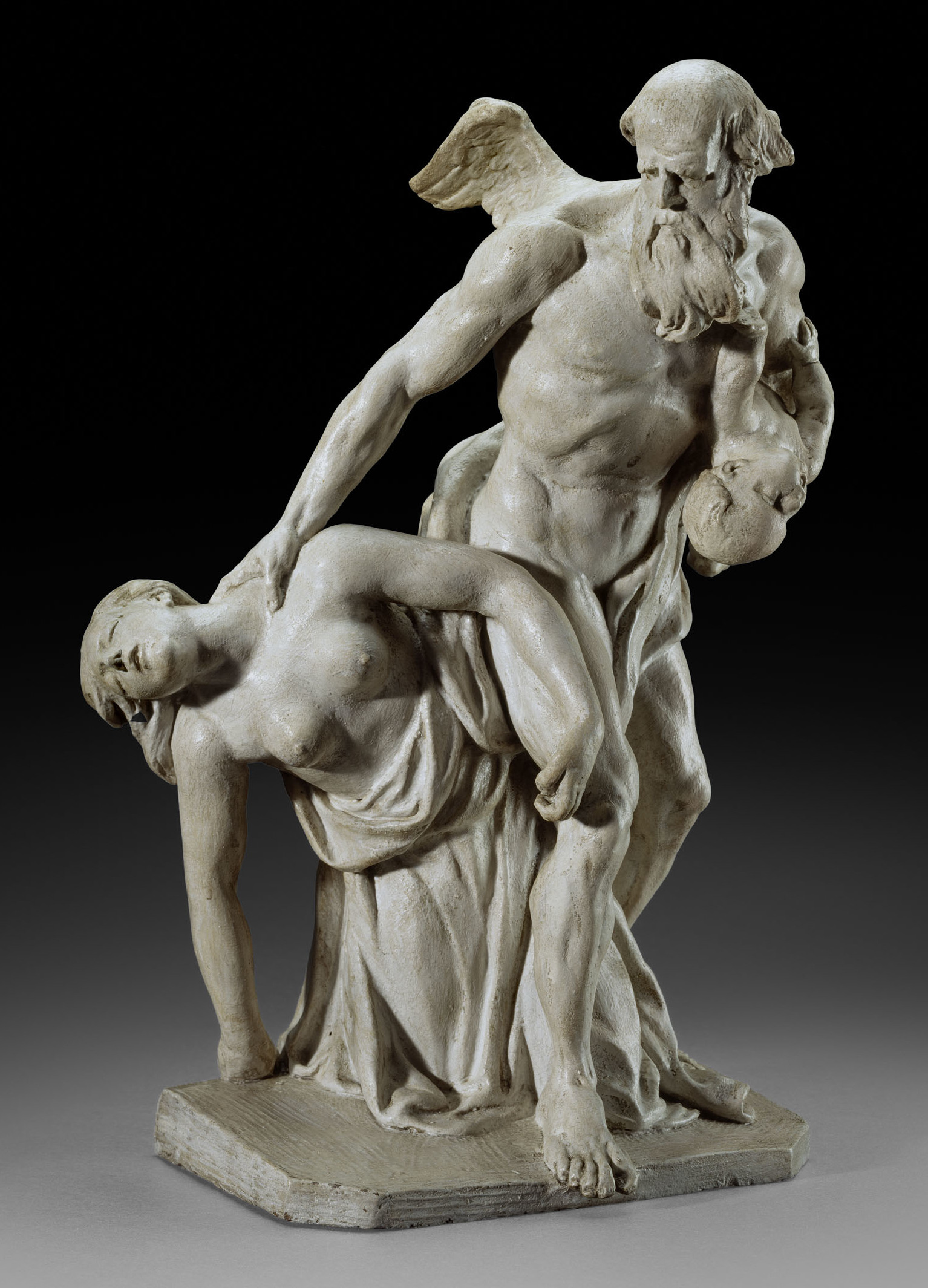
Alegoría del tiempo

Tras la Revolución Francesa y la ocupación de los Países Bajos austriacos por los franceses, que cerraron todas las iglesias, comenzó a crear estatuas de jardín inspiradas en su estudio de la escultura clásica. Cuando Herreyns dejó Malinas para ser director de la Academia de Amberes en 1797, van Geel le sucedió como director de la Academia de Malinas. En 1807 fue nombrado profesor jefe de la Academia. Ocupó ese cargo hasta 1817, cuando fue nombrado por decreto real profesor de escultura en la Academia de Amberes.
Amberes, en aquel momento una ciudad del Reino Unido de los Países Bajos, estaba experimentando un renacimiento económico que ofrecía a van Geel varias oportunidades de obtener encargos. Fue invitado a crear mobiliario eclesiástico para varias iglesias locales, entre ellas la Catedral de Amberes, la Iglesia de San Andrés y la Iglesia de Santiago. Además, recibió encargos privados de esculturas. También fue honrado con un nombramiento como escultor especial del arzobispo de Malinas, el príncipe cardenal de Méan.
Sus muchos estudiantes incluyen, entre otros, a su hijo Jan Lodewijk, Louis Royer, Joseph Tuerlinckx, Willem Geefs, Willem Geefs, Pieter-Frans De Noter, Joseph Geefs, Jan Antonie van der Ven, Joseph De Bay, Karel Geerts, Jan-Baptist de Cuyper, Jan Frans van Hool, Pieter-Joseph de Cuyper, Frans Vervloet y Willem Stas.

## Obra

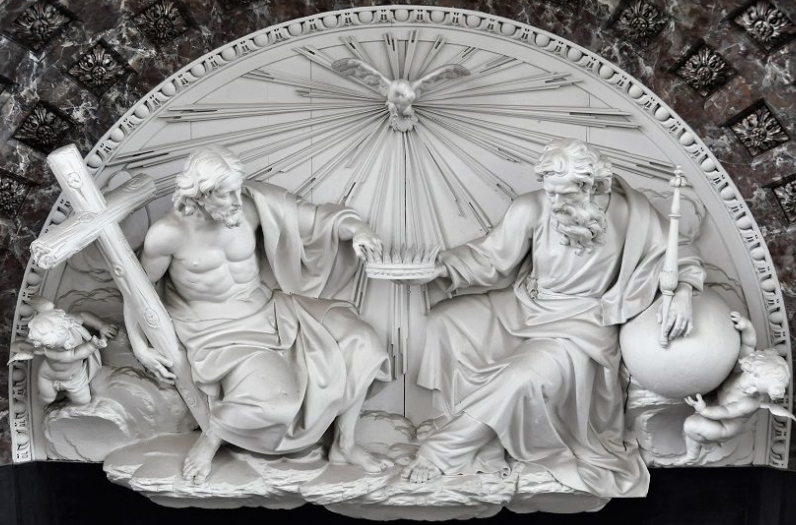
La Santa Trinidad

Van Geel fue un artista prolífico que creó mobiliario eclesiástico a gran escala, como púlpitos y estatuas de santos y estatuas de jardín, así como obras más íntimas a pequeña escala y bustos de retratos. Trabajó en varios materiales, como la piedra, la terracota y la madera. Ejemplos de esto último son los numerosos púlpitos que creó, como los de las iglesias de Zemst, Eppegem y Hofstade (Brabante flamenco).

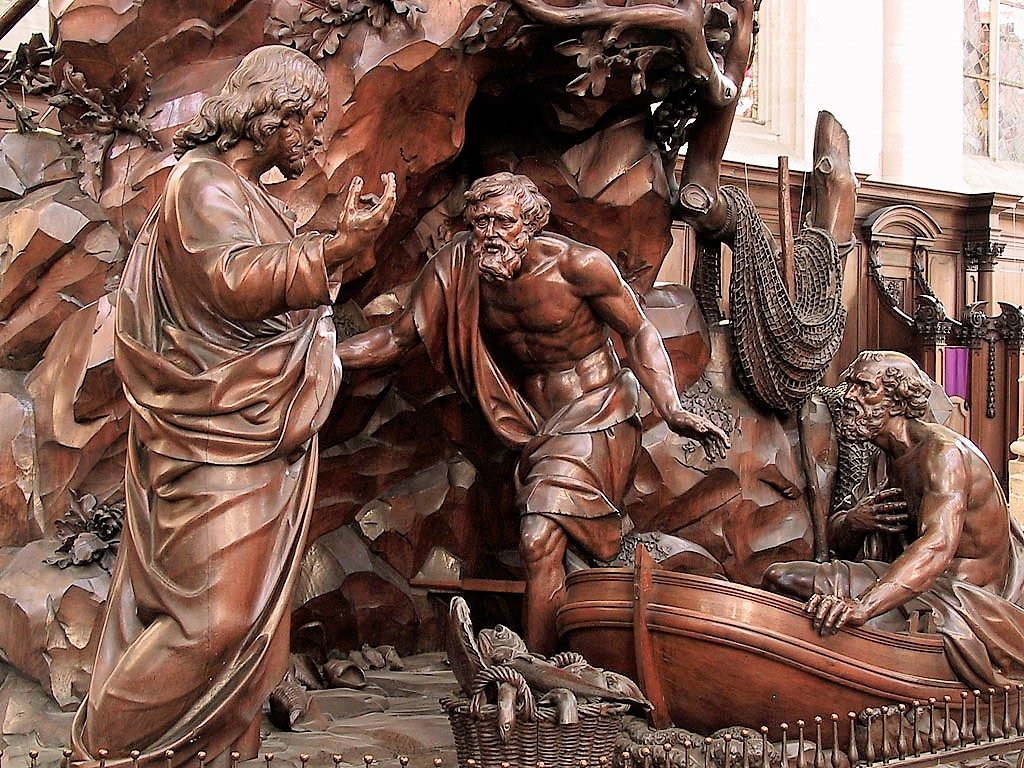
Llamada de Pedro y Andrés, Iglesia de San Andrés, Amberes

Se mantuvo apegado al estilo flamenco del periodo barroco, aunque su obra también muestra una conciencia del movimiento neoclásico que se avecinaba. Entre sus obras más importantes se encuentran el púlpito de la iglesia de San Andrés de Amberes, una serie de estatuas de santos para la iglesia de Santiago de Amberes y una serie de bozzetti de terracota sobre temas religiosos y mitológicos. Algunos de los bocetos y dibujos para proyectos arquitectónicos y escultóricos realizados por van Geel se conservan en el Museo Plantin-Moretus de Amberes.
Su obra más conocida es el púlpito de roble de la iglesia de San Andrés de Amberes. Lo realizó entre 1821 y 1825 en colaboración con el escultor y ebanista Jan Baptist van Hool. El púlpito es un ejemplo típico de los púlpitos naturalistas que fueron populares en los Países Bajos de los Habsburgo en el Alto Barroco tardío. Los púlpitos naturalistas se concebían como una única gran escultura en la que los diferentes elementos del púlpito (el soporte, la escalera, la tina y la caja de resonancia) se han integrado y subordinado al concepto global de la historia bíblica representada. El púlpito de la Iglesia de San Andrés representa la llamada de los dos primeros apóstoles, los hermanos Pedro y Andrés. Andrés es también el patrón de la iglesia. La historia está representada por Cristo y los dos hermanos en estatuas de tamaño natural que son tangibles, al igual que todo el atrezzo de la historia: la barca de pesca de los futuros apóstoles, los remos, la red de seguridad y su pesca. Las figuras, su equipo y su pesca son de un realismo asombroso en medio de un escenario naturalista de rocas y plantas.

## Obras principales
- Estatuas de los apóstoles Santiago el Grande, Andrés y Tomás en la Iglesia de Nuestra Señora sobre el Dyle (en piedra).

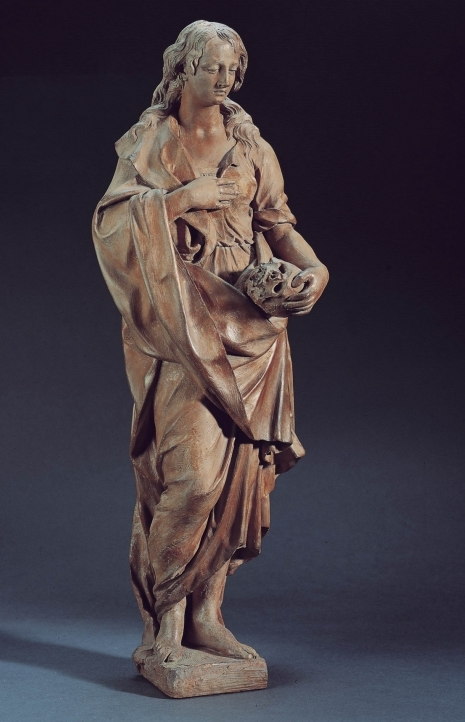
María Magdalena

- Dos estatuas de Serafines en el altar de Nuestra Señora de los Siete Dolores en la Iglesia de Nuestra Señora sobre el Dyle (en madera).
- Una estatua de María Magdalena, con dos estatuas alegóricas, coronando el portal de la Catedral de San Rumoldo en Malinas.
- Alegoría del Tiempo, gran estatua en madera; colección del Museo Hof van Busleyden, Malinas.
- Alegoría de la Religión; ubicación actual desconocida.
- La Santísima Trinidad, altar mayor de la Catedral de Nuestra Señora de Amberes.
- Estatua de San José en la capilla nupcial de la Catedral de Nuestra Señora de Amberes.
- Ángeles portando la imagen de Joannes Moretus y sosteniendo el retrato de Christophe Plantin en la Catedral de Nuestra Señora de Amberes.
- San Jerónimo y San Ambrosio, realizado en 1824 en piedra blanca, Iglesia de Santiago de Amberes.
- El púlpito de la iglesia de San Clemente de Eppegem .
- El púlpito de la iglesia de San Pedro de Zemst.
- Dos confesionarios en la iglesia de Nuestra Señora en Onze-Lieve-Vrouw-Waver .
- Las Tres Virtudes Divinas: Fe, Esperanza y Amor, en la iglesia de San Amandus en Geel .
- El púlpito de la Iglesia de Nuestra Señora de la Asunción en Hofstade (Brabante Flamenco), Aalst .
- Medallón, busto en mármol, sobre la lápida conmemorativa de Andreas-Cornelius Lens; en la galería de la Academia de Amberes.
- Estatuas de San Pedro y San Pablo, en la Iglesia de Nuestra Señora de Merchtem.
- Una estatua de San Ludovicus, en la Iglesia de San Luis en Leiden, Países Bajos.
- Estatuas de la Fe, Esperanza y Caridad, en el altar mayor de la Iglesia de San Martín en Asse.
- Grupo escultórico de Minerva dando vida a la estatua del amor de Pigmalión, 1809, ubicación actual desconocida.
- Busto en yeso del Sr. Pycke, gobernador de la provincia de Amberes; Real Academia de Amberes,. 1819.
- Grupo escultórico de Prometeo, ubicación actual desconocida.
- De Eendracht (Unidad), estatua de piedra en el ayuntamiento de Malinas, 1803.[1]